# Автомагістраль А6 (Франція)
Автомагістраль A6, також відома як Autoroute du Soleil, Автомагістраль Сонця (разом з A7), є автомагістраллю у Франції, що сполучає Париж з Ліоном. Автомагістраль починається в паризьких Порт-д'Орлеан і Порт-д'Італія двома гілками, пронумерованими A6a і A6b відповідно, які з'єднуються на південь від Парижа.
Автостраду люблять відпочиваючі, оскільки вона є основним сполученням із півднем Франції та Французькою Рив’єрою. На 455 км, це третя за довжиною автотраса у Франції після автотраси A10 і A4.
До відкриття в 1992 році автомагістралі A46 і в 2011 році автомагістралі A432, яка також називається «Обхід Ліона» і відома як «Ліонський обхід Схід», на автомагістралі A6 утворювалися великі затори навколо тунелю Fourvière поблизу Ліона".

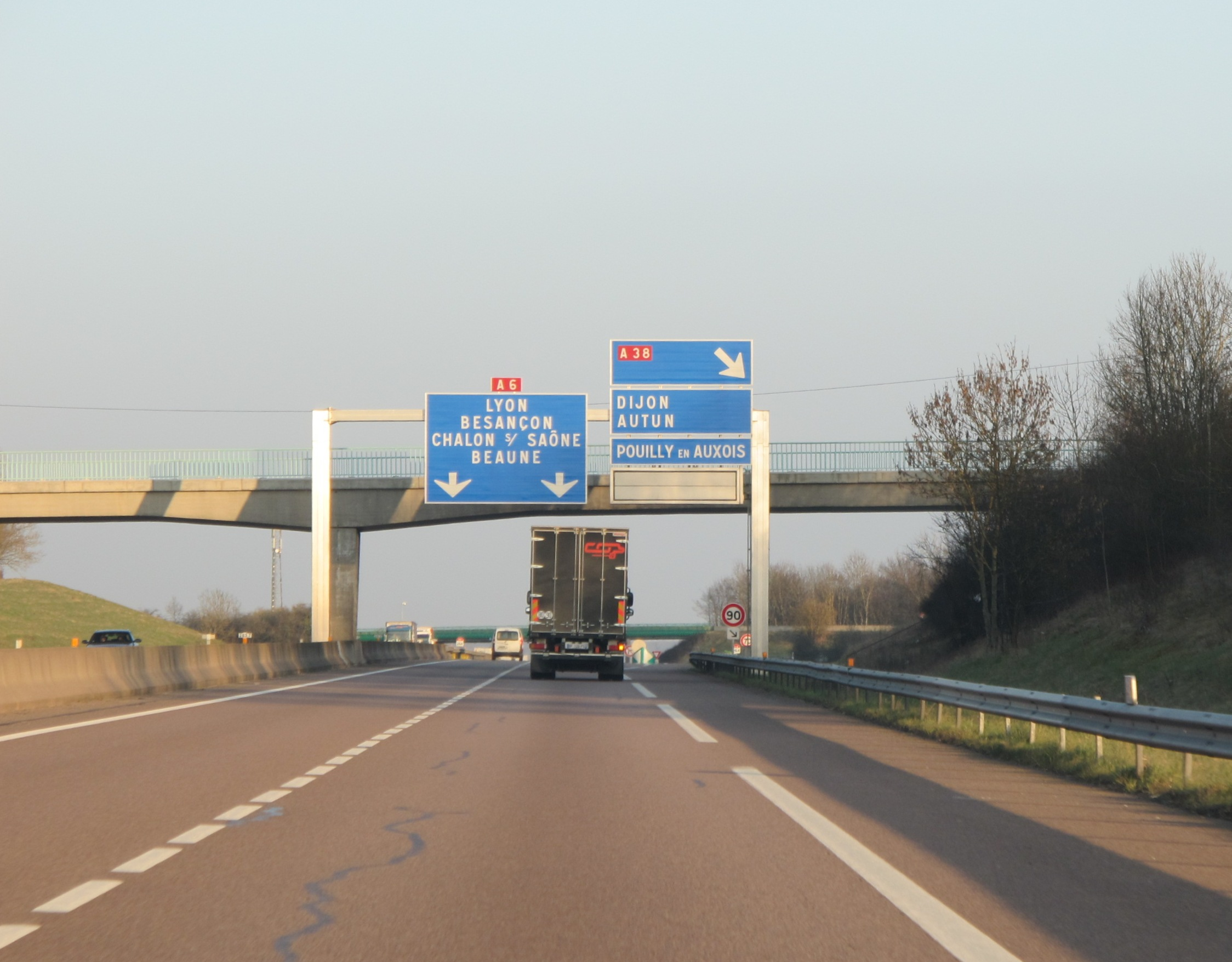
З'їзд з A6 на A38.

200-кілометрова ділянка автомагістралі A6 навколо Макона, Шалон-сюр-Сон і Монтсо-ле-Мін, Франція, відома зникненнями A6, низкою таємничих зникнень або іншими злочинами, пов’язаними з жінками та дівчатами, що відбувалися в 1980-х, 1990-х і 2000-х роках.